# Kanashimi Twilight
«Kanashimi Twilight» (悲しみトワイライト Crepúsculo doloroso?) es el sencillo número 33 de Morning Musume. Fue lanzado bajo el sello de Zetima el 25 de abril de 2007. Este es el último sencillo en el que aparecen Hitomi Yoshizawa y Miki Fujimoto.
El sencillo en CD se lanzó en tres ediciones: una edición regular y dos ediciones limitadas. La versión limitada A incluía un DVD con diferentes versiones del videoclip, comentarios de Morning Musume y una tarjeta numerada. La edición limitada B estaba en un paquete especial que incluía un libreto de 40 páginas y más tarjetas numeradas.

## Canciones del sencillo
1. "Kanashimi Twilight" (悲しみトワイライト)
2. "Hand Made City" (Ciudad hecha a mano)
3. "Kanashimi Twilight" (Instrumental)

## Miembros presentes en el sencillo
- 4ª Generación: Hitomi Yoshizawa (último sencillo)
- 5ª Generación: Ai Takahashi, Risa Niigaki
- 6ª Generación: Miki Fujimoto (último sencillo), Eri Kamei, Sayumi Michishige, Reina Tanaka
- 7ª Generación: Koharu Kusumi
- 8ª Generación: Aika Mitsui

## Posiciones en Oricon y ventas
| Lun | Mar | Mie | Jue | Vie | Sab | Dom | Posición de la semana | Ventas |
| --- | --- | --- | --- | --- | --- | --- | --------------------- | ------ |
| -   | 2   | 3   | 2   | 6   | 10  | 15  | 2                     | 53 551 |
| 17  | 21  | 23  | 24  | 35  | 29  | 36  | 27                    | 4743   |
| 33  | 46  | -   | -   | -   | -   | -   | 51                    | 2275   |
| -   | -   | -   | -   | -   | -   | -   | 126                   | 753    |

Ventas totales: 61 322[cita requerida]